# Zemský okres Bamberk
Zemský okres Bamberk (německy Landkreis Bamberg) je zemský okres v německé spolkové zemi Bavorsko, ve vládním obvodu Horní Franky. Sídlem správy zemského okresu je město Bamberk, které ovšem není jeho součástí. Má přibližně 120 tisíc obyvatel. 

## Města a obce
Města:
1. Baunach
2. Hallstadt
3. Scheßlitz
4. Schlüsselfeld

Obce:
1. Altendorf
2. Bischberg
3. Breitengüßbach
4. Burgebrach
5. Burgwindheim
6. Buttenheim
7. Ebrach
8. Frensdorf
9. Gerach
10. Gundelsheim
11. Heiligenstadt in Oberfranken
12. Hirschaid
13. Kemmern
14. Königsfeld
15. Lauter
16. Lisberg
17. Litzendorf
18. Memmelsdorf
19. Oberhaid
20. Pettstadt
21. Pommersfelden
22. Priesendorf
23. Rattelsdorf
24. Reckendorf
25. Schönbrunn im Steigerwald
26. Stadelhofen
27. Stegaurach
28. Strullendorf
29. Viereth-Trunstadt
30. Walsdorf
31. Wattendorf